# دیونیسیوس هراکلیا

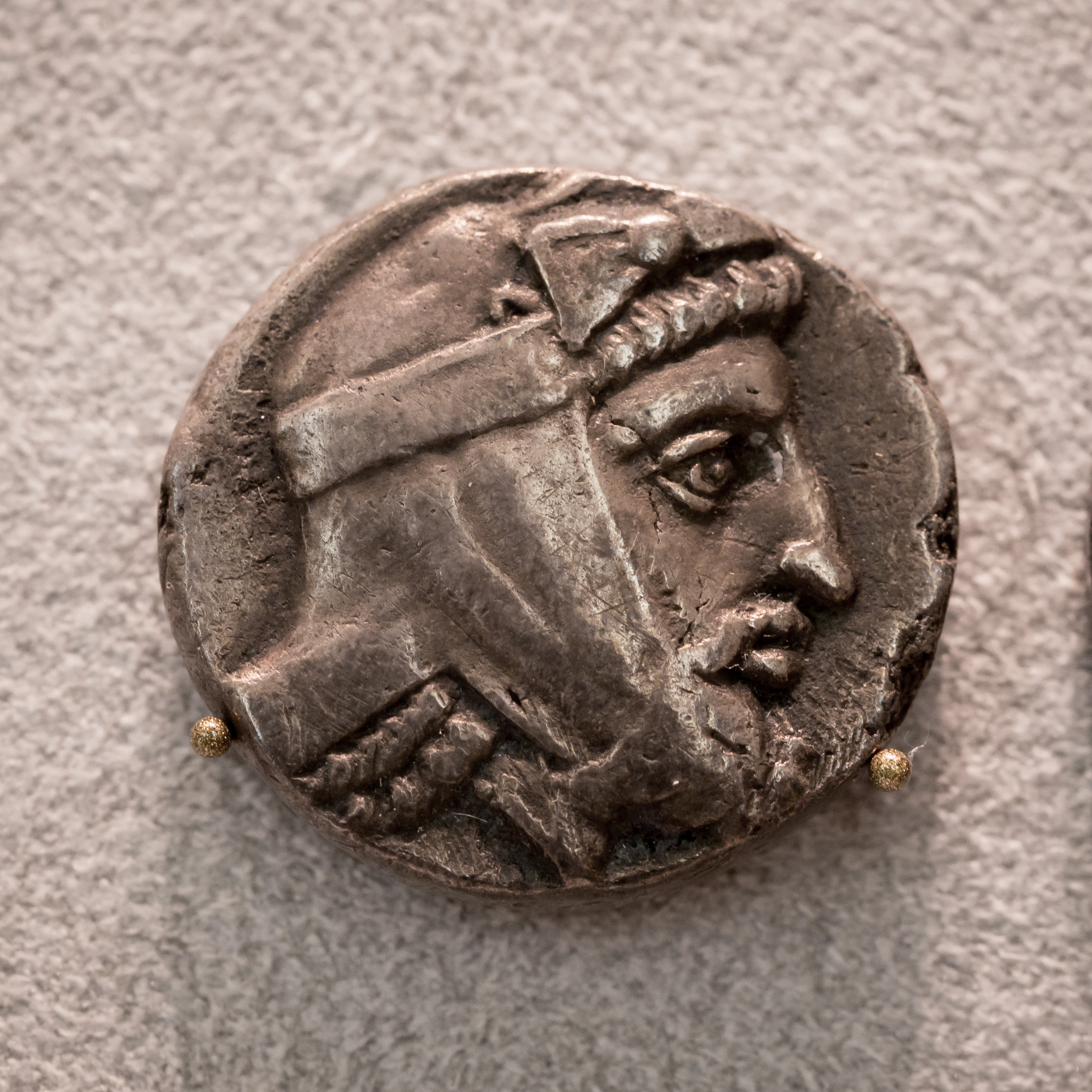
سکه منقوش به چهره دیونیسیوس

ديونيسيوس حاکم هراکیلا (زاده: ۳۵۰ پیش از میلاد و درگذشته: ۲۹۷ پیش از میلاد ) پسر کلیارخوس بود.
دیونیسیوس (به یونانی: Διονύσιος، دیونیسیوس) یک حاکم ستمگر هراکلئا پونتیکا در اوکسینا (دریای سیاه) بود. دیونیسیوس با آماستریس، دختر هخشتره و برادرزادهٔ داریوش سوم، ازدواج کرد.     
سکه‌های دیونیزیوس پیدا شده که برخی از آنها در زمان سلطنت مشترک وی با برادر بزرگترش تیموتئوس و برخی دیگر در زمان تنها حکومت وی صادر شده‌است. 
هنگامی که کلیارخوس در سال (۳۵۳ قبل از میلاد) درگذشت، برای اولین بار برادرش ساتیروس جانشین او شد، که به عنوان سرپرست پسران کلیارخوس، یعنی تیموتئوس و دیونیسیوس سلطنت کرد. تیموتئوس جانشین ساتیروس شد و خیلی زود قدرت را با برادر کوچکترش دیونیسیوس تقسیم کرد. پس از مرگ تیموتئوس، دیونیسیوس تنها فرمانروای هراکلیا (در ۳۳۶ ق. م) شد.
بعد از مرگش جانشین او همسرش آماستریس شد که در دوران کودکی پسرانش کلیارخوس دوم و اکسیاترس سلطنت  کرد سکه‌هایی از دیونیسیوس پیدا شده است که برخی از آنها در زمان سلطنت مشترک او با برادر بزرگترش تیموتئوس بود و برخی دیگر در زمان سلطنت در انحصار خودش صادر شده است.